# Gordon Parks
Gordon Roger Alexander Buchanan Parks (født 30. november 1912 i Fort Scott, Kansas, død 7. marts 2006 i New York City, New York) var en amerikansk filminstruktør og fotograf. 
Parks begyndte som stillfotograf og arbejdede i en årrække for det amerikanske ugeblad Life Magazine og forevigede blandt mange andre Malcolm X, Stokely Carmichael, Muhammad Ali og Barbra Streisand.
Han blev senere den første afroamerikaner, der instruerede en film for et af de større filmselskaber; nemlig filmen The Learning Tree for Warner Brothers i 1969. Han blev senere kendt for at instruere den såkaldte blaxploitation-film Shaft fra 1971, der fik kultstatus. Hans søn, Gordon Parks Jr. (1934–1979), instruerede senere film inden for genren. 
Parks var gift og skilt tre gange. Senere havde han et mangeårigt forhold til Gloria Vanderbilt. 

## Galleri
- American Gothic Ella Watson 1942.
- Ella Watson med familje.
- Gordon Parks i 2000.